# Brikcha
Brikcha (arabiska: ابريكشة) är en ort i Marocko, som i folkräkningen räknas som stad i landskommunen med samma namn. Den ligger i provinsen Ouezzane och regionen Tanger-Tétouan-Al Hoceïma, 160 km nordost om huvudstaden Rabat. Antalet invånare var 1 167 vid folkräkningen 2014.